# Breda (Spagna)
Breda è un comune spagnolo di 3 781 abitanti situato nella comunità autonoma della Catalogna.